# 花寨关帝庙
花寨关帝庙，位于中华人民共和国山西省朔州市应县臧寨乡花寨村，已列为山西省文物保护单位。

## 保护
2016年6月6日，花寨关帝庙由山西省人民政府公布为第六批山西省文物保护单位，编号5-47。